# 演奏時間の長い曲
演奏時間の長い曲（えんそうじかんのながいきょく）では、主にクラシック音楽の作品のうち、演奏時間の長いもの（原則3時間20分以上）を一覧する。

## 概要
芸術音楽の中に散見される「偉大さ」の象徴が、「壮大さ」と共に「長さ」によって表現されることもあり、前衛音楽が一般的な作品の時間的・内容的な「枠」としての既成概念を打ち破るひとつの試みが、特異な「長さ」であることもある。前者の場合、演奏に要する人数や楽器の数の多さや、演奏時間の長さがそれである。クラシック音楽ではオペラに長い作品が多く見られ、それを極度に超えたものは近代・現代音楽に多く見られる。多くの音楽は長すぎると表面的に話題になりはするが、その内容の深さや豊かさ、充実度、構成力などについては質が高くないとされることが多く、結果として不評が多い。また、多額の費用がかかるためまだ初演もされていない音楽、または、現在初演途中の音楽も多数ある。また、極端に長い音楽は1人の人間が一生かかっても全曲を聴くことが不可能なものもある。
下記は原則として、予定音楽として楽譜に作品化され、一般に発表されているものとする。演奏者によって演奏時間のばらつきは必ずあるので、客観的にカット無しで原点版かつ平均的な時間だけを挙げる方針とする。また別稿の「演奏時間の極端に短い音楽」とは完全に対極に当たる。

## 一覧
この一覧では原則として、ドイツにおけるオペラ1回あたりのオーケストラのギャラの1回分と2回分の境界にあたる、3時間20分以上の作品を長い順に挙げる。

### 1年以上
1. ジェム・ファイナー：「ロングプレイヤー」 - 1,000年（予定）
ロンドンのThe O2で2000年1月1日から2999年12月31日までかかる予定で演奏されている。
2. ジョン・ケージ：「オルガン² / ASLSP」 - 639年（予定）
1985年にピアノ曲「I」として作曲され、1987年にオルガン曲に編曲。80分以内でも演奏は可能（ちなみに通常演奏で20分、速く弾けば数分または1分以内：4ページ）で、トロッシンゲンのオルガン奏者クリストフ・ボッセルトの演奏によりCDも発売されている。
3. 小杉武久:「革命のための音楽」 - 5年
楽譜には2行の文章だけが書かれており、まず演奏直後に演奏者自身の眼をえぐり出し、その5年後にもう片方の眼も同様にするとある。よって演奏時間は5年間であるが、その内容から未だに演奏されたことはない。

### 24時間以上
1. ラ・モンテ・ヤング：電子音楽「12日間のブルース」 - 12日
テープ作品。
2. アルネ・ノールヘイム：電子音楽「Poly-Poly」 - 102時間[1]
日本万国博覧会（大阪万博）スカンジナビア館のテーマ曲。6つのテープの音素材によるループ音楽。
3. Earthena：「Symphony of the Crown」（2021年） - 48時間39分35秒
あまりにも長い曲のため、音楽配信サイトでは1つの曲を25個に分割して発売されている。
4. カールハインツ・シュトックハウゼン：オペラ「光」 - 28時間
7部作で28時間の実質演奏時間。実際は1日に1部しか出来ず、最終作の「日曜日」は3日に分けて演奏することが望ましいとスコアに記載されているので9日間。全曲演奏例はまだ無い。作曲者の80歳の誕生日にあたる2008年8月22日にドレスデンでの演奏計画があったが、財政難で頓挫した。
5. The Flaming Lips：ロック「7 Skies H3」（2011年） - 24時間[2]

### 10時間以上
1. 石坂まさを： 「石坂まさを一人旅して 全国我が町音頭」 - 23時間以上
1番の演奏時間は25秒で、全部で3355番まである。張麗華と岡野勝二の歌でカセットテープで発売された[3]。
2. 広島合唱団：「ねがい」（合作） - 23時間以上
2002年に作曲された時は4番までしかなかったが、世界中から寄せられた新しい歌詞が追加され、どんどん長くなり続けている。上記は2011年3月18日放送『その先マダ〜る!?限界どこまであるんでSHOW』（テレビ東京）で紹介された時点（2060番まで）のもの[4]。
3. エリック・サティ：「神秘的なページ」の第2曲「ヴェクサシオン」 - 18時間
840回の繰り返し。バスの伴奏主題を省略すると14時間ぐらいで短い。20人ぐらいのピアニストで1人1時間交代で演奏する。
4. ローランド・カイン：電子音楽「ザ・アサージェンティー」作品番号182（2007年） - 17時間45分12秒
5. リヒャルト・ワーグナー：「ニーベルングの指環」 - 15時間
普通の演奏は1部ずつ（序夜「ラインの黄金」、第1夜「ワルキューレ」、第2夜「ジークフリート」、第3夜「神々の黄昏」）で4日間だが、実際には後半のテノールなどが毎日は歌えないので少なくとも6日はかける。シュトゥットガルトの演奏は全4部とも演出家が違って歌手も替えることができたので4日間で演奏できた。ケルンでは1日に2部ずつのダブルヘッダーで歌手を交換して全曲を2日で上演する試みも行われた。定期的に公演される楽曲としては最長とも言える。
6. ローランド・カイン：電子音楽「ザ・オート・プロジェクト」作品番号176（2007年） - 14時間2分9秒
7. PCIII：「ザ・ライズ・アンド・フォール・オブ・ボサノヴァ」（2016年） - 13時間23分32秒
あまりにも長い曲のため、音楽配信サイトでは1つの曲を5つに分割して発売されている。
8. リチャード・ロジャース（作曲）、ロバート・ラッセル・ベネット（編曲）：交響曲「ヴィクトリー・アット・シー（海の勝利）」 - 13時間
テレビのドキュメンタリー番組『第二次世界大戦全史』のために作曲。世界一長い交響曲としてギネスブックに掲載[5][6]。
9. フィリップ・グラス：オペラ「白いわたりがらす」 - 全5幕、12時間。
10. irutae50：「これから」（2025年） - 11時間59分52秒
合成音声を使用した最も長い曲。全部で350番まである。
11. シュトックハウゼン：「クラング」（2007年、絶筆） - 全24時間のうち21時まで完成・永眠：11時間28分。
12. ローランド・カイン：電子音楽「フィラ」作品番号256（2009年） - 10時間30分20秒

### 5時間以上
1. カイホスルー・ソラブジ：「交響変奏曲」KSS-59（ピアノリダクション版。将来オーケストレーションされる予定であったと思われる） - 9時間
2. ソラブジ：ピアノのための「超絶技巧百番練習曲」KSS-68 - 8時間
3. フレデリック・ジェフスキー：ピアノのための「道」全8部 - 8時間
4. ソラブジ：オルガン交響曲第2番（オルガン・ソロのための） - 6時間40分（2008年2月グラスゴー大学で初演：WDR提供）
5. ソラブジ：オルガン交響曲第3番（オルガン・ソロのための） - 6時間40分（2008年2月グラスゴー大学で初演：WDR提供）
6. ラ・モンテ・ヤング：「よく調律されたピアノ」(Well-tuned Piano) - 約6時間
7. ククリンDimitrie Cuclin(1885-1978)交響曲第12番　- 約6時間
8. ヨーゼフ・マルティン・クラウス：オペラ「カルタゴのアエネエス」 - 約6時間（完全版は未初演）
未完で完全上演の記録無し - 出典： aus SWR2、Treffpunkt Klassik am 14.10.06
9. The Flaming Lips：ロック「I Found a Star On the Ground」（2011年） - 6時間
10. 中野ゆの：「目覚め」（2022年） - 5時間57分25秒
11. シュトックハウゼン：「4群の管弦楽のための『フレスコ』」Nr.29 - 5時間40分（ダルムシュタット初演の記録）
12. モートン・フェルドマン：弦楽四重奏曲第2番 - 5時間30分
すべての繰り返しを含めて約5時間半かかる。繰り返し無しでは3時間半。
13. 小金井ささら：「おやすみなさい、よいゆめを。」（2022年） - 5時間25分52秒
14. ソラブジ：「古い交響的ミサ」(Messa Alta Sinfonica, KSS-84) - 5時間20分
15. ソラブジ：ピアノと大管弦楽、オルガン、コーラスのための「交響曲第2番」KSS-51（ただしピアノ草稿のままでオーケストレーションが未完成） - 5時間20分
16. ソラブジ：ピアノ・ソロのための「セクエンツァ・シクリカ」KSS-71 - 5時間15分
17. ソラブジ：ピアノソナタ第5番「オープス・アルチマギクム」KSS-58 - 5時間
18. ローランド・カイン：「テクトラ」"Tektra"（4chの電子音楽） - 5時間

### 4時間20分以上
1. ジョン・ケージ：オペラ「ユーロ・スペース」第1部から第5部まで - 4時間55分
2. ソラブジ：ピアノ・ソロのための「ピアノ交響曲第4番」KSS-84 - 4時間50分
3. フェルドマン：「フィリップ・ジュストンのために」 - 4時間50分
4. ソラブジ：ピアノ・ソロのための「オプス・クラビチェンバリスティクム」KSS-50 - 4時間45分
5. ワーグナー：「リエンツィ」初演版の初稿- 4時間40分。「リエンツィ」の現行のカット版はカット無しで3時間40分の演奏時間。
6. ソラブジ：交響曲第3番「ジャーミー」KSS‐72 - 4時間40分
7. ワーグナー：楽劇「ニュルンベルクのマイスタージンガー」、「神々の黄昏」（「ニーベルングの指環」第3夜）、楽劇「パルジファル」 - それぞれ平均4時間半の実質の演奏時間。
8. ローランド・カイン：電子音楽「ザ・サイクル・サイボーグ・ミュージック」作品番号234（2009年） - 4時間26分37秒
9. ヨハン・ゼバスティアン・バッハ：平均律クラヴィーア曲集第1・2巻全曲 - 4時間20分

### 4時間
1. ワーグナー：「ワルキューレ」（「ニーベルングの指環」第1夜）
2. ワーグナー：「トリスタンとイゾルデ」
3. ワーグナー：「ジークフリート」（「ニーベルングの指環」第2夜）
4. オリヴィエ・メシアン：「アッシジの聖フランシスコ」、
5. エクトル・ベルリオーズ：「トロイアの人々」
6. ジョアキーノ・ロッシーニ：「ウィリアム・テル」
7. ジャコモ・マイアベーア：「ユグノー教徒」
8. マイアベーア：「預言者」
9. ジュゼッペ・ヴェルディ：「ドン・カルロ」初稿5幕フランス語版
10. セルゲイ・プロコフィエフ：「戦争と平和」（カット無し）
11. ハンス・ヴェルナー・ヘンツェ：オペラ「ヒルシュ王」初稿
12. モートン・フェルドマンの「フィリップ・ガストンの為に」
13. ソラブジ：ピアノ交響曲第1番（ピアノソロのための）
14. ソラブジ：ピアノ交響曲第2番（ピアノソロのための）
15. ソラブジ：ピアノ交響曲第6番「シンフォニア・マグナ」（ピアノソロのための）
16. ソラブジ：ピアノ四重奏曲
17. ディーター・シュネーベル：交響曲「X」（エックス）全3部版（2004年）
18. マティアス・シュパーリンガー：「二重に老いて／指揮者無しの練習曲」（2009年）

### 3時間40分
1. ラ・モンテ・ヤング：「クロモス・クリスタル」
2. ロッシーニ：「泥棒かささぎ」
3. ロッシーニ：「セミラーミデ」
4. ソラブジ：ピアノ・ソロのための「怒りの日による変奏曲とフーガ」KSS-41
5. メシアン：「鳥のカタログ」
6. ゲオルク・フリードリヒ・ヘンデル：オペラ「ジュリアス・シーザー」
7. ヘンデル：オペラ「タメルラーノ」

### 3時間35分
1. クラウディオ・モンテヴェルディ：「ポッペアの戴冠」

### 3時間30分
1. モーツァルト：｢イドメネオ」（終幕のバレエ付き・原典版）
2. ワーグナー：「ローエングリン」カット無し（特に終幕）
3. ヘンデル：オラトリオ「サムソン」
4. モデスト・ムソルグスキー：「ボリス・ゴドゥノフ」
5. リムスキー＝コルサコフ：「雪娘」
6. ローランド・カイン：電子音楽「コスモゴニック・スペーセス」作品番号254（2007年） - 3時間31分30秒。

### 3時間25分
1. ハンス・プフィッツナー：歌劇「パレストリーナ」

### 3時間20分
1. ヘンデル：オペラ「アリオダンテ」
2. ヴェルディ：「ドン・カルロ」5幕版（フランス語・イタリア語の両方）
3. リヒャルト・シュトラウス：「ばらの騎士」（カット無し）
4. R. シュトラウス：「影のない女」
5. フィリップ・グラス：「浜辺のアインシュタイン」一応、聴衆が客席に座ってからの演奏時間であるが、実際には客が入場する前の数時間前から「演奏」は「始まって」いる。この部分も含めると全体は9時間ぐらいになる。
6. ソラブジ：ピアノと管弦楽のための交響変奏曲 (KSS-78)

### それ未満
3時間20分未満の楽曲は無数に存在する。例えば管弦楽や交響曲は普通は演奏に数十分～数時間程度かかり、オペラは普通は演奏に数時間程度かかる。ここではそのような長さの曲のうち、1分から数分程度の長さが当たり前であるようなジャンルで、そのジャンルとしては極端に長いと考えられる曲を挙げる。
- 坂本英城：「prime # 4507」：75分07秒。ゲームミュージック用に書き下ろされた最も長い曲として、ギネスに登録されている。CDは一曲のみ収録『無限回廊 光の影の箱 a Soundtrack』。
- SMAP：「Can’t Stop SMAP!! 〜 50 Singles Non-Stop Mix」（SMAPのメドレー）：30分5秒。JOYSOUNDにおける最長の曲[7]。
- トゥール：「フィア・イノキュラム」：10分21秒。アメリカのBillboard Hot 100にチャートインした最長の曲[8]。

## 番外または不明確な演奏時間
- ジョン・ケージの「HPSCHD（英語版）」（1969年）の演奏時間は最低20分から無限大となっていて、これが最長と言うこともできる。また同じくケージの「カートリッジ・ミュージック（英語版）」や「アリア」・「4分33秒」・「ピアノのための音楽21-36、37-52」等は演奏時間が不確定である。
- クロード・ドビュッシーの「聖セバスティアンの殉教」の初稿は5時間かかったといわれる。
- アレクサンドル・スクリャービンの「神秘劇」のネムティン (Nemutin) 補筆版は序夜だけで3時間かかるが、それに続くオペラが完全に未完成。シュトックハウゼンの『光』と同じ7部作を想定していた。
- カールハインツ・シュトックハウゼンの「7つの日々から」(Nr.26) は演奏時間が不定。全15曲で、その中の「金の塵」は演奏前に4日間断食しなければならない。このスタイルの即興で全15曲演奏されたとして約5時間はかかる。
- フェリックス・ワインガルトナーの楽劇はワーグナーのそれより長いと記述されるが、現在詳しい資料がない。
- 西洋のクラシック音楽ではないが、日本の伝統音楽の雅楽の現行曲のうち最も長い曲は蘇合香であり、全楽章を通しで演奏すると約3時間かかる。廃絶曲の復曲も含めれば盤渉参軍が全曲5時間近くかかるという例がある。

以下の曲は終止符がなく、最後の小節から最初の小節に戻って無限に繰り返すことができる。
- フレデリック・ショパン：マズルカ作品7-5
- ショパン：マズルカ作品68-4
- エリック・サティ：「スポーツと気晴らし」第16曲「タンゴ」
- ヨハン・シュトラウス2世：「常動曲」

レコードでは、音溝をループさせて演奏が無限に繰り返されるようにしたものがある。
- ビートルズの『サージェント・ペパーズ・ロンリー・ハーツ・クラブ・バンド』（1967年） - B面最後の「ア・デイ・イン・ザ・ライフ」の後に収録された高周波音や人のしゃべる声・笑い声が無限にループする（ただし、日本盤ではループになっていなかった。）。
- キャバレー・ヴォルテールの『3つのマントラ』（1980年） - マントラをイメージしたミニマルなフレーズが無限に繰り返される。
- ジェフ・ミルズの『Cycle 30』（1994年） - 盤面に8本のループ溝が刻まれており、針を落とす溝によって8曲のリズムトラックがそれぞれ無限に繰り返される。DJ向け。

この他にも無名の作品が無数にある。

## フィクション
- 中井紀夫の小説『山の上の交響楽』には、最後まで演奏するのに1万年かかるという長大な曲が登場する。800人の楽団が100人ずつ8つの組に分れ、1日3時間ずつ交代で演奏し続ける。